# Buckhannon
Buckhannon is een plaats (city) in de Amerikaanse staat West Virginia, en valt bestuurlijk gezien onder Upshur County.

## Demografie
Bij de volkstelling in 2000 werd het aantal inwoners vastgesteld op 5725.
In 2006 is het aantal inwoners door het United States Census Bureau geschat op 5579, een daling van 146 (-2,6%).

## Geografie
Volgens het United States Census Bureau beslaat de plaats een oppervlakte van
6,4 km², geheel bestaande uit land. Buckhannon ligt op ongeveer 510 m boven zeeniveau.

## Geboren
- D. Mark McCoy (1964) componist, muziekpedagoog en dirigent.

## Plaatsen in de nabije omgeving
De onderstaande figuur toont nabijgelegen plaatsen in een straal van 24 km rond Buckhannon.